# Bluff City (Arkansas)
Bluff City es un pueblo ubicado en el condado de Nevada en el estado estadounidense de Arkansas. En el Censo de 2010 tenía una población de 124 habitantes y una densidad poblacional de 21,02 personas por km².

## Geografía
Bluff City se encuentra ubicado en las coordenadas 33°43′57″N 93°7′28″O / 33.73250, -93.12444. Según la Oficina del Censo de los Estados Unidos, Bluff City tiene una superficie total de 5.9 km², de la cual 5.9 km² corresponden a tierra firme y (0.04%) 0 km² es agua.

## Demografía
Según el censo de 2010, había 124 personas residiendo en Bluff City. La densidad de población era de 21,02 hab./km². De los 124 habitantes, Bluff City estaba compuesto por el 29.84% blancos, el 68.55% eran afroamericanos, el 0% eran amerindios, el 0% eran asiáticos, el 0% eran isleños del Pacífico, el 0% eran de otras razas y el 1.61% pertenecían a dos o más razas. Del total de la población el 0% eran hispanos o latinos de cualquier raza.